# Le Cheval blême
 Le Cheval blême (en russe : Конь бледный), sous-titré Journal d'un terroriste, est un récit présenté sous la forme d'un journal imaginaire écrit par le révolutionnaire et terroriste russe Boris Savinkov (pseudonyme en littérature : Viktor Ropochine). Publié une première fois en 1909, la seconde édition a été réalisée par M. A. Toumanov à Nice en 1913. Après sa publication, il a fait l'objet de critiques sévères, car les terroristes (et en particulier le personnage principal) sont présentés sous le meilleur jour.
Le Cheval blême raconte les activités d'un groupe de terroristes qui préparent un attentat contre le gouverneur général de Moscou. Mais il contient en outre de nombreuses réflexions philosophiques à propos de la religion, de la mort, de la morale qui sont liées aux assassinats à commettre. Comme pour Ivan Karamazov, dans Les Frères Karamazov ou Nikolaï Stavrogine, dans Les Démons de Dostoïevski, si Dieu n'existe pas, tout est permis. Le récit se déroule à la première personne sous la forme du journal du personnage principal, George.
Le titre de l'ouvrage est tiré du texte biblique de l'Apocalypse : 

« Apocalypse 6 »

— 6:8, Je regardai, et voici, parut un cheval d'une couleur pâle. Celui qui le montait se nommait la mort, et le séjour des morts l'accompagnait. Le pouvoir leur fut donné sur le quart de la terre, pour faire périr les hommes par l'épée, par la famine, par la mortalité, et par les bêtes sauvages de la terre.(Traduction Louis Segond; Bible) 

## Personnages
- George est le héros principal, leader du groupe des terroristes-révolutionnaires.
- Erna est la technicienne du groupe qui fabrique les bombes à utiliser. Elle est amoureuse de George et Heinrich est amoureux d'elle.
- Heinrich est un ancien étudiant, socialiste convaincu. Plus jeune, il portait un pince-nez et les cheveux longs et participait à des débats politiques. Il en est venu au terrorisme par conviction de la nécessité absolue de cette méthode.
- Vania est un jeune homme mystique, ancien exilé. Il a commencé à croire en Dieu après avoir miraculeusement échappé à l'ensevelissement dans un marécage[1] où il a bien cru mourir.
- Fiodor est un forgeron, qui a participé à l'insurrection de Moscou de décembre 1905. Sa femme a été tuée par les cosaques lors de la répression des émeutes.

## Suite et adaptations cinématographiques
En 1923, Savinkov écrit un deuxième récit sous le nom Le Cheval noir (édition Anabed 2008), qui est une suite au Cheval blême. Les deux récits sont souvent publiés ensemble.
En 1991, le récit de Savinkov a été repris au cinéma par le réalisateur russe Vassili Panine (ru) sous le nom de Diabolique (Isdatche ada). Le rôle principal est revenu à l'acteur Georgy Taratorkin (en).
En 2004, le réalisateur soviétique Karen Chakhnazarov a réalisé le film Le Cavalier du nom de la mort (ru) sur le même motif que Le Cheval blême et qu'un autre récit de Savinkov Souvenirs d'un terroriste (édition Ivréa 1982).

## Critique
Les trois romans de Savinkov, caractéristiques des époques où ils furent écrits, sont d'autant plus intéressants que leurs données se confondent avec la biographie mouvementée de l'auteur : Le Cheval blême, Ce qui ne fut pas et Le Cheval noir, écrits respectivement en 1909, 1912, 1924. Pour le critique littéraire Ettore Lo Gatto, Savinkov garde une place dans la littérature russe parce qu'il s'est inséré dans un de ses plus typiques filons idéologiques. Son premier récit Le Cheval blême évoque un terroriste qui se pose le problème du droit de tuer, ensuite il a poursuivi sa vie d'écrivain grâce à son réalisme narratif à une période de luttes ardentes entre modernisme et tradition.